# Данилова
Данилова (на английски: Danilova) е ударен кратер разположен на планетата Венера. Той е с диаметър 48,8 km, и е кръстен на Мария Данилова – руска балерина.